# Lavatoggio
Lavatoggio (en cors Lavatoghju) és un municipi francès, situat a la regió de Còrsega, al departament d'Alta Còrsega. L'any 2005 tenia 128 habitants.

## Demografia
| 1962 | 1968 | 1975 | 1982 | 1990 | 1999 | 2005 |
| ---- | ---- | ---- | ---- | ---- | ---- | ---- |
| 68   | 89   | 107  | 116  | 138  | 97   | 128  |

## Administració
| Període | Identitat                   | Partit | Qualitat |  |
| ------- | --------------------------- | ------ | -------- |  |
| 2001-   | Rodolphe Toussaint Santelli |        |          |  |